# جولپاجاجا (کوسکو-پونو)
جولپاجاجا (به اسپانیایی: Jolpajaja) یک کوه در پرو است که در Peru, Cusco Region, Puno Region واقع شده‌است. جولپاجاجا ۴٬۹۰۰ متر بالاتر از سطح دریا واقع شده‌است.